# Thea Djordjadze
Thea Djordjadze, née en 1971 à Tbilissi est une artiste contemporaine géorgienne basée à Berlin.

## Biographie
En 1995, Thea Djordjadze obtient un Master of Fine Arts à Tbilissi. Elle poursuit ses études à l'académie Gerrit Rietveld à Amsterdam. En 1998, elle rejoint l’atelier de Rosemarie Trockel, à l'académie des beaux-arts de Düsseldorf.
Entre 1999 et 2003, elle réalise des performances au sein du collectif hobbypopMUSEUM.
Au début des années 2000, Thea Djordjadze s'oriente vers l'installation pour avoir une expression plus libre et en évolution permanente. Ses œuvres font références à l'histoire de l'art. Ses sculptures et installations proposent au public une expérience spatiale, physique et psychologique. Ses installations sont faites d'objets du quotidien, de structures rigides en bois, métal ou panneaux de verre et de formes en papier mâché, textile ou mousse. Elle réalise aussi des sculptures en plâtre dans un cadre en bois comme un tableau.
Pour chaque exposition, elle reprend des œuvres existantes qu'elle reconfigure ou réarrange pour le lieu. Elle mêle l'existant reconfiguré avec de nouvelles œuvres. Ses œuvres ne sont jamais figées. Elles sont créées pour répondre au lieu dans lequel elles sont exposées.
En 2012, elle participe à la Documenta 13. Elle participe à la Biennale de Venise en 2013 et en 2015. En 2021, elle expose au Gropius Bau. Elle expose pour la première fois en France, en 2022 au Musée d'art moderne et contemporain de Saint-Étienne. Elle présente une soixantaine d’œuvres produites entre 1993 et 2021 qu'elle reconfigure pour le lieu. Elle a conçu et construit l'exposition sur place en une semaine.

## Expositions
- Augen ohne GESICHT, Kölner Straße 334, Düsseldorf, 2002
- The sight of the Conductor, Bonner Kunstverein, Bonn, 2002
- Tba, Adeline Morlon Art Direction, Düsseldorf, 2003
- Fröhliche Wissenschaft, Brandenburgischer Kunstverein, Potsdam, 2003
- Pampel, Frauenplatz, Munich, 2006
- A room of ones own, Zülpicher Platz, Cologne, 2006

- Un soir, j’ai assis la beauté sur mes genoux. And I found her bitter and I hurt her, Sprüt Magers, Londres, 2007
- Possibility Nansen, Studio Voltaire, Londres, 2007
- History of an Encounter, Galerie Micky Schubert, Berlin, 2007
- Endless Enclosure, Kunsthalle Basel, Bâle, 2009
- Thea Djordjadze: Boat, Now, Castillo/Corrales, Paris, 2010
- Die 7 Lärmlampen, Dommuseum zu Salzburg, Salzbourg, 2010
- Capital Letter, Foksal Gallery Foundation, Varsovie, 2010

- Let me disclose the gifts reserved for age, Rat Hole Gallery, Tokyo, 2011
- Lost promise in a room, The Common Guild, Glasgow, 2011
- Casualties, Galerie Meyer Kainer, Vienne, 2011
- His vanity requires no response, Contemporary Art Museum St. Louis, Saint-Louis, 2011
- Quiet speech in wide circulation, Kiosk, Gand, 2011
- Our Full, Malmö Konsthall, Malmö, Suède, 2012

- Oxymoron Grey, kaufmann repetto, Milan, 2013
- Our Full, Mudam Musée d’art Moderne, Luxembourg, 2013
- Novembe, Kölnischer Kunstverein, Cologne, 2013
- Thea Djordjadze, Frieze London Project, Londres, 2015
- Thea Djordjadze, MIT List Visual Art Center, Cambridge, 2014
- A guide on wrong path, Galerie Meyer Kainer, Vienne, 2014
- Projects 103: Thea Djordjadze, MoMA PS1, New York, 2016
- Thea Djordjadze – Fausto Melotti. Jumping out of an age we found uninhabitable, Triennale de Milan, Milan, 2017
- Thea Djordjadze Inventur SGSM, Pinakothek der Moderne Staatliche Graphische Sammlung, Munich, 2018
- one is so public, and the other, so private, Kunst Museum Winterthur, Winterthour, 2019[8]
- notes on light and sound of objects, kaufmann repetto, New York, 2020
- Gropius bau, Berlin, 2021
- Thea Djordjardze, Musée d’Art Moderne et Contemporain, Saint-Étienne, 2022